# ベルンハルト7世

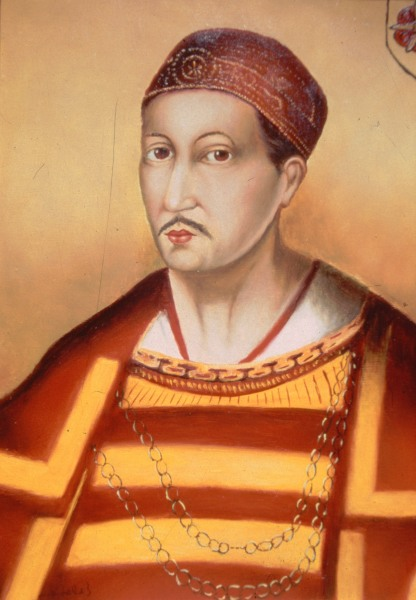
ベルンハルト7世

ベルンハルト7世 (Bernhard Ⅶ, Lord of Lippe、1428年12月4日 - 1511年4月2日) は、リッペの領主。統治は1429年から彼の死まで続いた。血生臭い抗争に多く関わったため戦争公"the Bellicose"と称せられている。またヨーロッパ史上最も統治の長かった王侯である。

## 生涯
リッペ領主ジーモン4世とその妻ブルンシュヴィック＝グルーベンハーゲン家のマルグレーテとの間の長子として生まれ、1歳をまたずに領国を相続した。ベルンハルト7世は摂政である叔父のオットーの保護の下にあったが、1446年のオットーの死後は大叔父のケルン大司教ディートリッヒ2世が摂政に任じられた。ディートリッヒ2世は彼の郡長官だったヨハン・メーレンベックにリップ侯国での任を代理させた。
1444年にベルンハルト7世はクレーフェ公アドルフ1世と条約を結び、クレーフェ公爵家に抵当を入れていた都市リップシュタットの半分を割譲した。また同時期にケルン大司教ディートリッヒ2世に敵対する同盟に入りゾースト闘争に参加した。1447年にディートリッヒはボヘミア人の軍を呼び寄せてリップの周辺を荒らし、またブロムベルクの町を破壊した。ボヘミア軍はリップシュタットとゾーストの町を包囲したが、こちらは失敗に終った。
1449年に闘争が解決するとブロムベルク城に居を構えたが、1468年には住民が350人ほどで当時リッペでも最小の都市だったデトモルトに移った。ベルンハルト7世はデトモルト城を増築し、1470年に古城に刻まれた碑文がこのことを伝えている。
ベルンハルト7世は陣営を変えながら様々な敵と数多くの闘争に加わった。1464年のカレンベルク城を巡るパーダーボルン闘争では実弟のパーダーボルン大司教ジーモン3世を支持してルイ2世と敵対したが、1469年には弟ヘンリ3世と抗争するそのルイ2世を支持している。

## 結婚と子女
ベルンハルト7世はシャウエンブルクおよびホルシュタイン伯オットー2世の娘アンナと結婚し以下の子女をもうけた。
- アンナ(1450年生)
ホーヤ伯オットー6世、次いでナッサウ＝バイルシュタイン伯ヨハン2世と結婚

- マルガレート(1452年生)
リートベルク伯ヨハン1世と結婚

- エリザベート(1460年生)
シュピーゲルベルク伯ヨハン2世、次いでディーフォルツ伯ルドルフ7世と結婚

- エルメンガルダ(1460年生、1524年8月24日没)
ホーヤ伯ヨブスト1世(1466年‐1506年)と結婚。

- リッペ侯ジーモン5世(1471年‐1536年)
ブロンクホルスト村のヴァルブルガ、次いでマンスフィールドのマグダレーネと結婚した。

- ベルナルド

- アグネス